# Victoria Street
Victoria Street is een straat in Melbourne, Australië. De straat loopt van oost naar west door Melbourne. Het westelijke uiteinde eindigt iets voorbij Dryburgh Street. Het oostelijke uiteinde gaat over in Barkers Road om vervolgens te eindigen bij Burke Road. De straat heet Victoria Parade tussen de kruispunten met Spring Street en Hoddle Street. De straat kreeg haar naam tijdens de regeerperiode van koningin Victoria van het Verenigd Koninkrijk.

## Overzicht
Victoria Street loopt langs het zakendistrict van Melbourne bij het kruispunt van La Trobe Street en Spring Street. Enkele bekende plekken bevinden zich aan Victoria Street, waaronder Carlton Gardens, St Vincent's Hospital en Queen Victoria Market. Andere bekende plekken zijn Melbourne City Baths, Freemasons Hospital en Australian Catholic University. Aan Victoria Street bevinden zich ook het Eastern Hill Fire Station en Victorian Trades Hall.
De City Circle Tram rijdt van Spring Street via Nicholson Street en Victoria Street naar La Trobe Street.